# Avventure in fondo al mare
Avventure in fondo al mare (Sea Hunt) è una serie televisiva statunitense in 155 episodi trasmessi dal 1958 al 1961. Fu una delle serie televisive più popolari negli Stati Uniti a fine anni cinquanta e repliche furono trasmesse in syndication negli anni sessanta e negli anni settanta.
La serie servì da trampolino di lancio per alcuni degli attori più importanti di Hollywood, tra cui Leonard Nimoy, Robert Conrad, Bruce Dern, Ron Foster, Larry Hagman, Ross Martin, Jeff Bridges, Jack Nicholson (nell'ultimo episodio della serie). Altri attori attori meno noti apparsi nel corso dei 155 episodi: Peter Breck, Robert Karnes, Tyler McVey, Gregg Palmer, Alvaro Guillot e Paul Stader.

## Trama
La serie è incentrata sulle avventure dell'ex sommozzatore della marina militare degli Stati Uniti Mike Nelson (Lloyd Bridges) che è l'unico vero protagonista di tutte e quattro le stagioni. La sua imbarcazione, denominata "Argonauta", è utilizzata per missioni speciali in fondo al mare, come recupero di relitti o anche oggetti come una bicicletta fino ad un missile nucleare. In un episodio Mike libera anche un pilota della US Air Force il cui jet era stato abbattuto ed era precipitato in fondo al mare.
Dal momento che nessun dialogo era possibile nelle numerose scene sott'acqua, durante le sequenze subacquee gli sceneggiatori avevano inserito una voce fuori campo che raccontava i momenti salienti.

## Personaggi
- Mike Nelson (155 episodi, 1958-1961), interpretato da Lloyd Bridges.
- Alfonso (23 episodi, 1958-1961), interpretato da Ken Drake.
- Guardia (13 episodi, 1958-1960), interpretato da Courtney Brown.
- Betty Rainard (10 episodi, 1958-1961), interpretata da Jan Harrison.
- Asst. DA (10 episodi, 1958-1960), interpretato da William Boyett.
- Chief (8 episodi, 1958-1961), interpretato da Russ Conway.
- Hoya - Saboteur (8 episodi, 1958-1960), interpretato da Leonard Nimoy.
- Sommozzatrice (8 episodi, 1958-1959), interpretata da Zale Parry.
- Membro dell'equipaggio (7 episodi, 1958-1960), interpretato da Frank Warren.
- Dick Talbot (7 episodi, 1958-1960), interpretato da Richard Probert.
- Charlie Keller (6 episodi, 1959-1961), interpretato da John Zaremba.
- Bartender (6 episodi, 1959-1960), interpretato da A.G. Vitanza.
- Tenente USCG Dave Tulley (6 episodi, 1960-1961), interpretato da Ross Elliott.
- Elias Storm (5 episodi, 1959), interpretato da Anthony George.
- Ann Barry (5 episodi, 1959), interpretata da Lisa Gaye.
- Caeser Franco (5 episodi, 1958-1961), interpretato da Rodolfo Hoyos Jr..
- Conrad Barnes (5 episodi, 1960-1961), interpretato da Ric Marlow.
- Agente nemico (5 episodi, 1958-1960), interpretato da Charles Maxwell.
- Dr. Dick Baker (5 episodi, 1959-1961), interpretato da Wayne Mallory.
- Guard (5 episodi, 1958-1959), interpretato da Paul Stader.
- Charlie (5 episodi, 1958-1961), interpretato da Troy Melton.
- Ben Murdock (4 episodi, 1958-1959), interpretato da Tom Brown.
- Ahman Dhabi (4 episodi, 1958-1959), interpretato da Ted de Corsia.
- Capitano (4 episodi, 1958-1961), interpretato da Tyler McVey.
- Dr. Norman Prescott (4 episodi, 1958-1960), interpretato da Mike Keene.
- Frank Jarnak (4 episodi, 1958), interpretato da Neil Grant.
- Dr. Graham (4 episodi, 1960-1961), interpretato da Noel Drayton.
- Cal Saunders (4 episodi, 1958-1959), interpretato da William McGraw.
- Capitano Mariani (4 episodi, 1958-1959), interpretato da Paul Fierro.
- Bill (4 episodi, 1959-1960), interpretato da Michael Masters.
- Ragazzo (4 episodi, 1958-1960), interpretato da Jeff Bridges.
- Costa (3 episodi, 1958-1959), interpretato da Christopher Dark.
- Jim McVey (3 episodi, 1959), interpretato da Jim Bannon.
- P.K. Kennedy (3 episodi, 1958), interpretato da John Anderson.
- Bennett (3 episodi, 1958), interpretato da Peter Hansen.
- Elena Londos (3 episodi, 1958-1959), interpretata da Regina Gleason.
- Arturo Ramirez (3 episodi, 1958), interpretato da Joe Dominguez.
- Capitano Greg Evans (3 episodi, 1959-1961), interpretato da Robert Karnes.
- Eleana Dales (3 episodi, 1960-1961), interpretata da Kathie Browne.
- Jill Marzack (3 episodi, 1960-1961), interpretata da Linda Lawson.
- Comandante USCG Frank Martin, MD (3 episodi, 1961), interpretato da William Flaherty.
- Alex Kouras (3 episodi, 1958), interpretato da Larry Hagman.
- Alma Carroll (3 episodi, 1959), interpretato da Joyce Taylor.
- Consul Baumer (3 episodi, 1960-1961), interpretato da King Moody.
- Comandante USCG Greer (3 episodi, 1960), interpretato da Don Ross.
- Doug Trimble (3 episodi, 1958-1961), interpretato da Robert Clarke.
- Tom Gale (3 episodi, 1958-1960), interpretato da Don Eitner.
- Liz Brenner (3 episodi, 1961), interpretata da Sue Randall.
- Chuck Paskell (3 episodi, 1959), interpretato da Don Oreck.
- Dam Building Company Manager (3 episodi, 1959), interpretato da Jack Wagner.
- Hub Paskell (3 episodi, 1959), interpretato da Rand Harper.
- Jack Paskell (3 episodi, 1959), interpretato da Bob Tetrick.
- Clark (3 episodi, 1959-1960), interpretato da Clark Howat.
- Larry Putnam (3 episodi, 1959-1961), interpretato da Patrick Waltz.
- Dan Morgan (3 episodi, 1959-1961), interpretato da Paul Maxwell.
- Hal Davis (3 episodi, 1958), interpretato da Reed Parham.

## Produzione
Le sequenze subacquee furono filmate, oltre che in piscine appositamente attrezzate, anche in California, Florida e Bahamas. Tra gli altri luoghi delle riprese vi sono il Marineland del Pacifico (parco acquatico che operò tra il 1954 e il 1987), l'Isola di Santa Catalina (California), Paradise Cove a ovest di Malibù, Silver Springs (Florida), Cypress Gardens (Florida), Tarpon Springs (Florida), Nassau e Grand Bahama Island. Le riprese in esterno a terra furono girate a Los Angeles, in Florida e a Nassau.

## Episodi
| Stagione         | Episodi | Prima TV originale |
| ---------------- | ------- | ------------------ |
| Prima stagione   | 39      | 1958               |
| Seconda stagione | 39      | 1959               |
| Terza stagione   | 39      | 1960               |
| Quarta stagione  | 38      | 1961               |